# Университет Северной Каролины в Чапел-Хилле
Университет Северной Каролины в Чапел-Хилле (англ. University of North Carolina at Chapel Hill также Carolina, North Carolina, UNC) — исследовательский университет штата в городе Чапел-Хилл, штат Северная Каролина, США. Является главным кампусом в системе университетов Северной Каролины. Основан в 1789 году Генеральной Ассамблеей штата как Университет Северной Каролины (University of North Carolina). С 1963 года известен под нынешним названием. В данный момент в университете обучается более 29000 студентов. Является самым старым общественным университетом США в системе университетов штатов. Член Ассоциации американских университетов, существующей с 1900 года и объединяющей ведущие исследовательские университеты США.
Университет предлагает степени по более чем 70 курсам обучения и административно разделён на 13 отдельных профессиональных школ и основное подразделение, Колледж искусств и наук. По данным Национального научного фонда США, в 2018 году UNC потратила 1,14 миллиарда долларов на исследования и разработки, заняв 12-е место в стране.
Среди преподавателей и выпускников Университета 9 лауреатов Нобелевской премии, 23 лауреата Пулитцеровской премии, стипендиат Родса. В списке известных выпускников президент США, вице-президент США, 38 губернаторов штатов США, 98 членов Конгресса Соединённых Штатов, и девять членов Кабинета министров, а также руководители крупных компаний и профессиональные спортсмены.

## Символы университета
Одним из символов университета является Old Well, классическая ротонда, построенная на месте старого фонтана с южной стороны большого газона McCorkle Place, между студенческими общежитиями Old East Dormitory и Old West Dormitory. И сейчас существует в ротонде питьевой фонтанчик, подключенный к системе городского водоснабжения. По легенде, первокурсника попившего воды из фонтанчика в первый учебный день, ожидает успех в учёбе следующие 4 года.
Другой символ университета — Davie-Pappel, тополь, возраст которого оценивается в 300—375 лет. Легенда гласит что университет будет процветать пока стоит этот тополь. Именно поэтому тополь поддерживается бетоном и связан стальными тросами с окружающими деревьями.

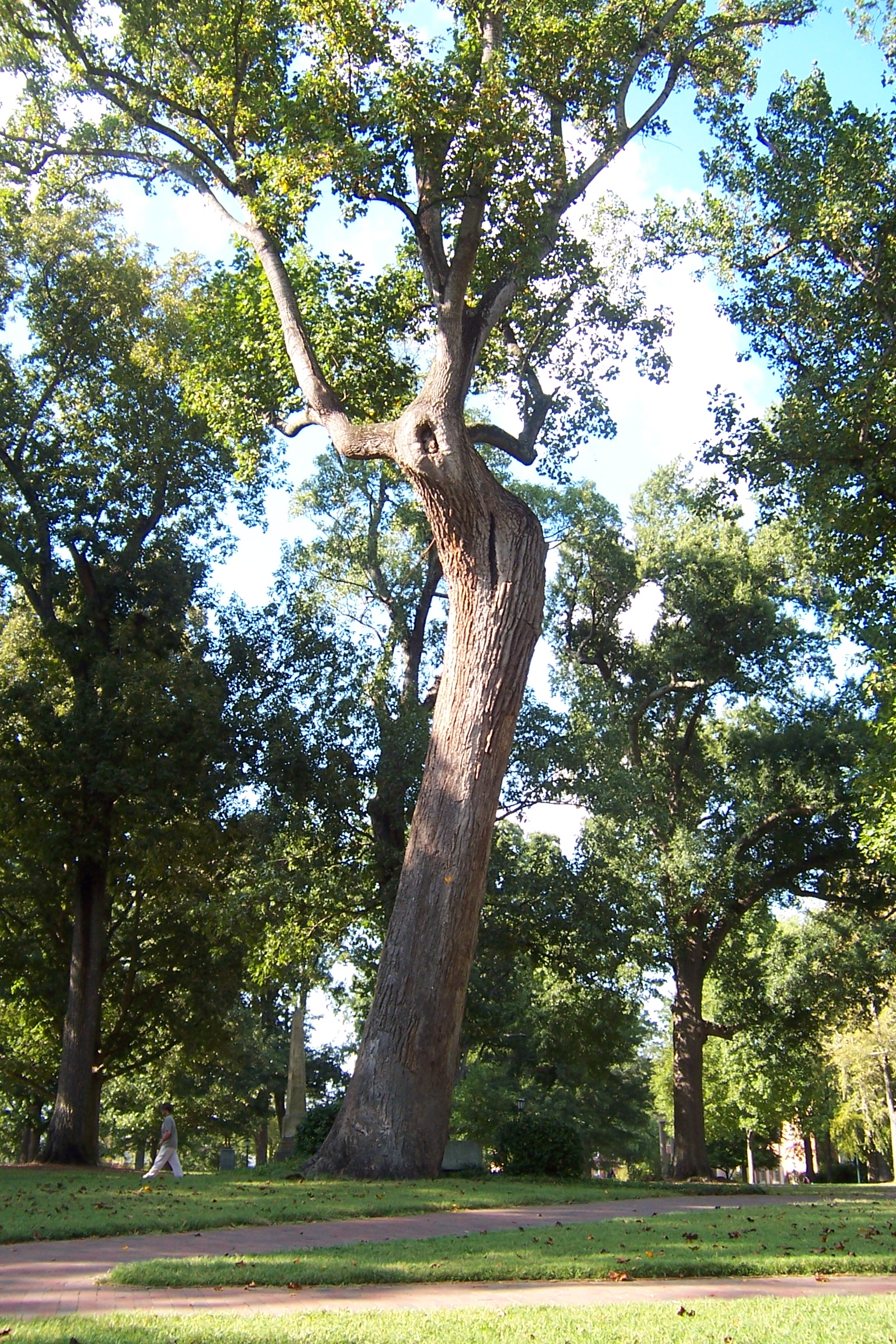
Многовековой тополь
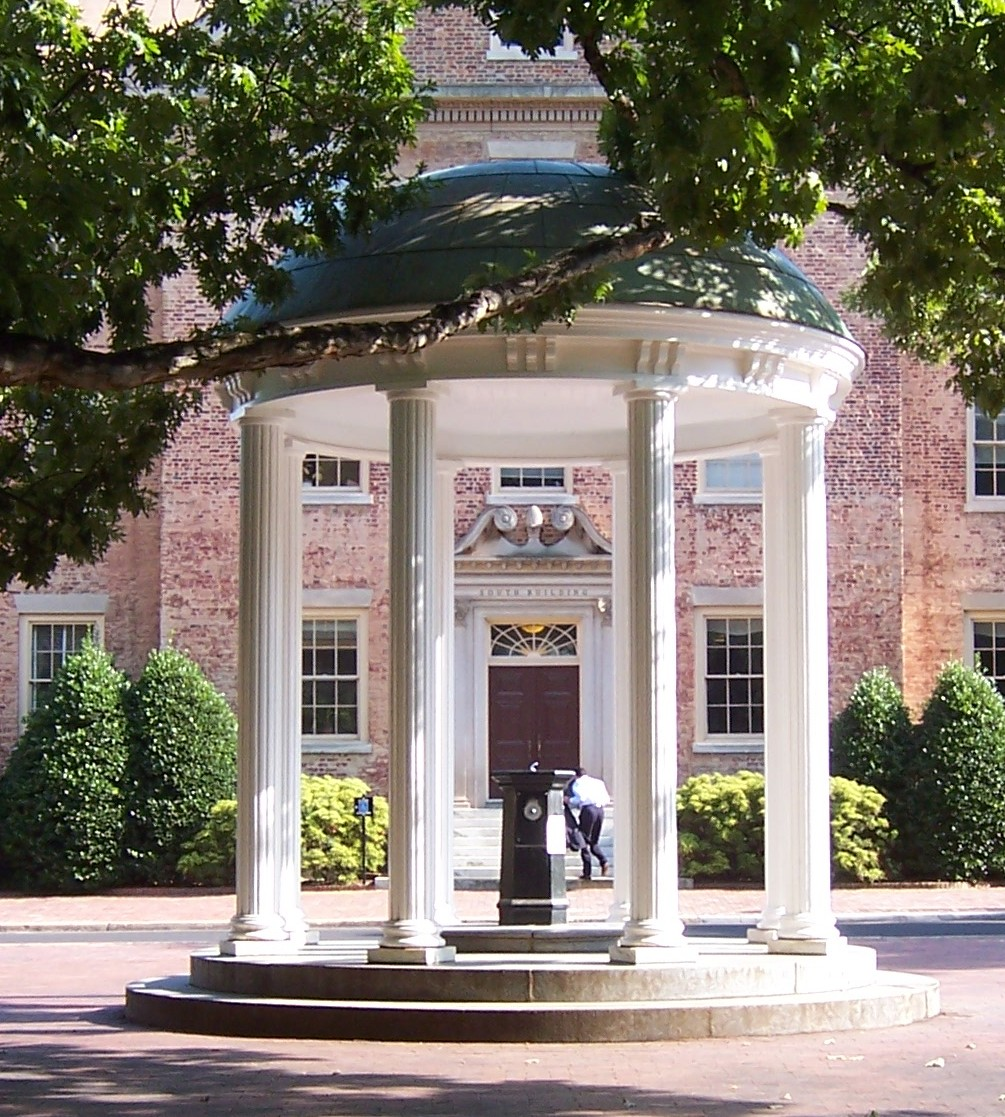
Ротонда Old Well

## Коллекция Андрея Савина
Весной 2002 года библиотека университета приобрела коллекцию материалов Андрея Савина, владельца парижского магазина антикварной русской книги «Le Bibliophile Russe», состоящую из двух частей — личной коллекции, и материалов, оставшихся после его смерти на складе магазина. Всего эта коллекция содержит около 60 тыс. единиц, а также архивы в объёме 30 тыс. страниц.
Среди этих материалов более 16 тыс. книг, изданных русской диаспорой в различных городах мира, рукописные и отпечатанные на пишущей машинке газеты, журналы и книги, рукописи, фотографии, почтовые открытки, звукозаписи и образцы денежных купюр. Объединённая коллекция включает «Милитарию» — собрание материалов, относящихся к истории Белой армии и исследования Савина в виде библиографических записей и аннотаций, которые он составлял на каталожных карточках и на машинописных листах, сброшюрованных в тетради.
Записи Савина легли в основу корневого модуля электронной библиотеки «Россия Вне России», созданной при библиотеке университета, предоставляющей доступ через интернет к документам и визуальным материалам русской диаспоры.

## Спортивные команды университета
Университет известен своей сильной баскетбольной командой. 6 раз Северная Каролина выигрывала чемпионат NCAA (1957, 1982, 1993, 2005, 2009, 2017). Чаще побеждали только команды Калифорнийского университета в Лос-Анджелесе (11) и университета Кентукки (8). Наиболее известный баскетболист, учившийся в университете Северной Каролины — Майкл Джордан. В одной команде с Джорданом (чемпионы 1982 года) играл будущий трёхкратный чемпион НБА в составе «Лос-Анджелес Лейкерс» Джеймс Уорти и будущий олимпийский чемпион Сэм Перкинс. За Северную Каролину также выступали Винс Картер, Антуан Джеймисон, Тайлер Хэнсбро, Джерри Стэкхауз, Ларри Браун и многие другие известные баскетболисты и тренеры.
Также в университете есть команды по женскому баскетболу, бейсболу, американскому футболу, хоккею на траве, европейскому футболу (мужская и женская), лакроссу и другим видам спорта. Особенно успешно выступает команда по женскому футболу, которая выигрывала студенческие североамериканские первенства чаще, чем все другие команды вместе взятые. За Северную Каролину, в частности, выступала в 1989—1993 годах одна из сильнейших футболисток в истории двукратная чемпионка мира и двукратная олимпийская чемпионка Миа Хэмм.

## Прочее
Здания кампуса университета — Каролина-холл и Плеймейкерс-театр имеют статус национального исторического памятника США. Плеймейкерс-театр построен в 1850 году по проекту архитектора Александра Джексона Дэвиса.

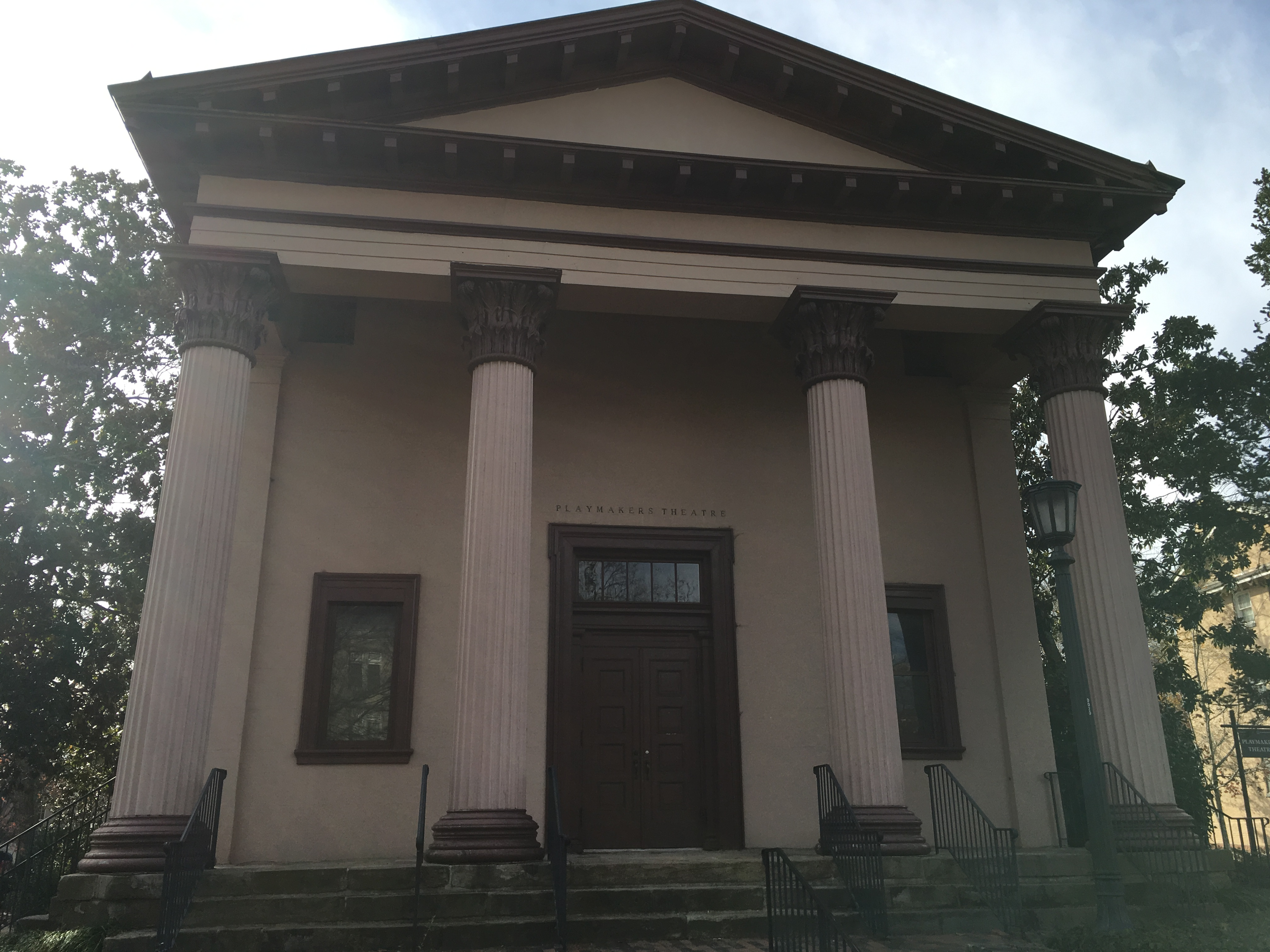
Плеймейкерс-театр

На территории университета находится старое городское кладбище, проданное городом университету вместе с прилегающим участком земли в 1776 году.
Университету принадлежит Ботанический сад Северной Каролины (англ. North Carolina Botanical Garden). Сад занимает площадь около 2,8 км² и ещё 850 м² занимает зона природного заповедника.
Планетарий и научный центр Морхеда расположены на территории кампуса в Чапел-Хилле (UNC).